# Никарагуа на летних Олимпийских играх 1980
Никарагуа принимала участие в Летних Олимпийских играх 1980 года в Москве (СССР) в четвёртый раз за свою историю, но не завоевала ни одной медали. Сборная страны состояла из 3 мужчин и 2 женщин. Страну представляли боксёры Эрнесто Алгуэра (выступал в категории до 53,5 кг) и Онофре Рамирес (до 51 кг), пловчиха Чарват Гарнет (100 м брассом и вольным стилем), легкоатлеты Хиомара Лариос (бег на 400, 800 и 1500 метров) и Леонель Теллер (бег на 400 метров с барьерами).